# Vzhůru, tesaři, do výše střechu zvedněte! / Seymour: Úvod

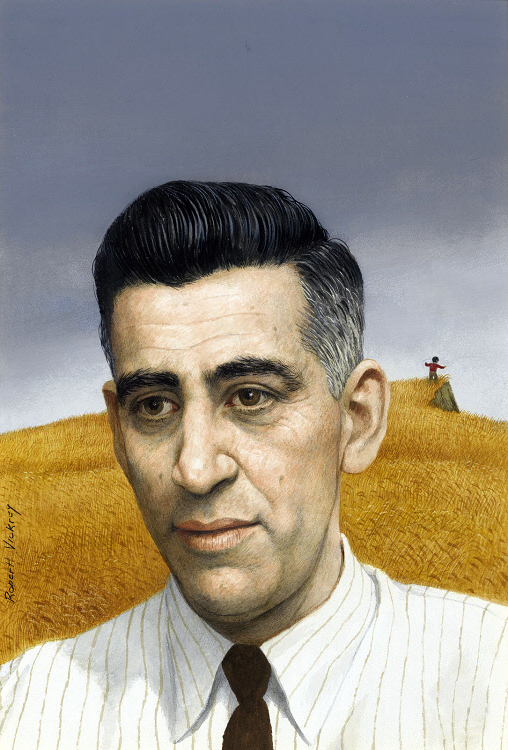
Ilustrace zobrazující J. D. Salingera z časopisu Time vydaného v roce 1961

Vzhůru, tesaři, do výše střechu zvedněte! / Seymour: Úvod (anglicky Raise High the Roof Beam, Carpenters and Seymour: An Introduction) je kniha, která obsahuje dvě novely od amerického spisovatele J. D. Salingera. Kniha byla poprvé vydána v roce 1963 v nakladatelství Little, Brown and Company. Obě novely, ze kterých se kniha skládá, byly již dříve vydány v časopise The New Yorker, Vzhůru, tesaři, do výše střechu zvedněte! v roce 1955 a Seymour: Úvod v roce 1959. Jde o poslední knihu, kterou Salinger vydal za svého života, nicméně po vydání knihy vydal časopisecky ještě jednu povídku (Hapworth 16, 1924).
Kniha byla ve své době bestsellerem, podle magazínu Publishers Weekly šlo o třetí nejprodávanější novelu v USA v roce 1963.
Kniha pojednává o rodině Glassových, které se Salinger věnuje i v několika dalších dílech, konkrétně v knize Franny a Zooey, v několika povídkách vydaných v cyklu Devět povídek a v již zmiňované povídce Hapworth 16, 1924.

## Děj
Kniha se dělí na dvě části: Vzhůru, tesaři, do výše střechu zvedněte! a Seymour: Úvod.
Hlavním tématem Vzhůru, tesaři, do výše střechu zvedněte! je svatba Seymoura Glasse a Murriel. Seymorův bratr Buddy přijel na svatbu, ovšem ženich se nikde neukázal. Všichni svatebčané se několika auty vydají do Murrielina bytu, uplakaná Murriel jela prvním autem. Když přijela do bytu, Seymour na ni čekal a odjeli spolu na svatební cestu. Všechna ostatní auta se kvůli průvodu přes ulici zdrží. V autě, ve kterém sedí Buddy všichni Seymoura kritizují za to, jak ohavně se zachoval, přitom ovšem netuší, že Buddy je jeho bratr, ovšem záhy na to přijdou. Protože průvod neustává, osazenstvo auta se rozhodne občerstvit v nedalekém bistru, to je ale zavřené. Buddy tedy všechny pozve na drink do blízkého bytu, kde kdysi se Seymourem žil, a kde není žije jeho sestra Boo Boo, která ale momentálně v bytě není. Po příchodu do bytu se Buddy zastaví v koupelně, kde je ukrytý starý Seymorův deník, který si chvíli čte. Poté objeví na zrcadle mýdlem načmáraný nápis Vzhůru, tesaři, do výše střechu zvedněte!
Seymour: Úvod nemá kompaktní děj, jedná se spíše o črtu. Buddy formou volného proudu myšlenek popisuje Seymoura, jeho osobnost a příběhy, které s ním prožil v dětství. Buddy se dostane také k tomu, že původně se chystal vydat tři (případně i čtyři) knihy o Seymourovi, Seymour I, potom II, III, případně i IV. Nicméně se rozhodl, že začne úvodem a dalšími díly poté naváže, což ale nikdy neučinil.

## České vydání
Kniha Vzhůru, tesaři, do výše střechu zvedněte! / Seymour: Úvod byla vydána česky v roce 1987 v nakladatelství Odeon, v překladu Luby Pellarové a Rudolfa Pellara.